# Vladimir Kajzelj
Vladimir Kajzelj (ur. 5 czerwca 1905 w Lublanie, zm. 4 czerwca 1972 w Novo mesto) – słoweński bakteriolog, w młodości jugosłowiański biegacz narciarski, olimpijczyk.
Po odbyciu służby wojskowej pracował w Szpitalu w Lublanie w latach 1931–1938. Zdał egzamin z medycyny wewnętrznej w 1938 i w tm samym roku został przeniesiony do Instytutu Higieny w Lublanie, gdzie zaczął specjalizować się w bakteriologii i epidemiologii. W 1942 został zesłany do obozu koncentracyjnego Gonars, w którym przebywał do jego likwidacji jesienią 1943. Po wyzwoleniu Jugosławii pracował jako bakteriolog kolejno w Novo mesto, Mariborze i Lublanie. 

## Występy na IO
| Rok  | Igrzyska Olimpijskie | Konkurencja   | Wyniki      |
| 1924 | Chamonix             | bieg na 18 km | 34. miejsce |